# Muchacho (película)
Muchacho es una película dramática argentina de 1970 dirigida por Leo Fleider. Protagonizada por Sandro, Irán Eory y Olinda Bozán.

## Argumento
La película trata sobre un joven huérfano que vive y trabaja con la abuela que lo crio. Ella, la "Capitana", tiene una embarcación de pasajeros que hace recorridos turísticos en el Delta de Tigre donde se desarrolla la película. Durante estos recorridos río arriba y río abajo, Muchacho (Sandro) canta sus canciones acompañándose con su guitarra y deleitando a los pasajeros.
En una de las temporadas de vacaciones llegan al puerto una joven guapísima, Marta (Irán Eory) quien debe trasladarse donde su familia, una familia acomodada que está vacacionando en una casa en la ribera del río, y para ello sube con su amiga coincidencialmente a la embarcación donde conoce a "Muchacho". Durante el viaje, Muchacho canta la canción "Mi barca y el río"; con los ojos y la sonrisa se la dedica a Irán, y definitivamente los dos se gustan.
Marta insiste en volver a verlo y para ello en el puerto se vuelve a embarcar con Muchacho, después de que este canta y baila la canción "Ave de paso" sobre la cubierta del bote. Entre los dos jóvenes surge algo más que una amistad, y Sandro la lleva en una lancha de competición a recorrer el delta y sus ramales, y terminan enamorándose.
Marta le cuenta a su mamá sobre "Muchacho"; ella la entiende y la apoya porque también en su juventud vivió algo parecido con su padre (es decir, que no fueron ricos desde siempre).
En las noches, a la orilla del río, Sandro canta algunas canciones como "Trigal" (innegablemente dedicada a Irán que es de un rubio hermoso), y una noche en particular le canta la balada muy romántica "Te quiero tanto, amada mía", la misma que es escuchada por Marta, y antes de que Sandro, aparentemente desilusionado por no tener una respuesta, se vuelva hacia la casa donde vive con la Capitana, Marta golpea las aguas del río con un remo, lo cual significaba que la había escuchado y que había un amor correspondido (conforme la tradición del río que Sandro le había contado).
Ellos continúan frecuentándose, pero la "Capitana" se siente celosa por Irán, y lo manda a Muchacho a trabajar lejos de allí con un amigo que tiene un restaurante, así mismo a la orilla del río; pero para convencerlo, le ha dicho una mentira: que Marta la visitó solo para pedirle que se olvide de ella.
El dueño del restaurante, viéndolo sufrir a Muchacho le cuenta de la mentira y le dice que Marta sí lo quiere, y este se regresa de inmediato, solo para encontrar a la Capitana que ha vuelto a fumar y tomar, algo que no hacía desde hace mucho tiempo por su enfermedad; Sandro debe portarse enérgico para que deje el vicio. Finalmente, la Capitana cae enferma y luego de que Sandro le canta la canción "Pobre mi madre querida", ella fallece en sus brazos, no sin antes dejarle a Muchacho todo el dinero que durante años había ahorrado en el negocio de la embarcación.
La mamá de Marta había conocido a Muchacho, le había simpatizado y al cabo de un tiempo, después de la muerte de la Capitana, le invita a conocer a la familia, en especial al padre de Marta, pero ahora Muchacho ha cambiado (aunque solo de apariencia), porque sigue siendo el mismo muchacho humilde pero alegre de cuando ayudaba a la Capitana a distraer a los pasajeros del bote.

## Reparto
- Sandro como Muchacho.
- Irán Eory como Marta.
- Olinda Bozán como capitana.
- Diana Ingro como Silvina.
- Francisco de Paula
- Rolando Chaves
- Carlos Muñoz
- Elizabeth Makar
- Gilberto Peyret

## Producción
El director Leo Fleider había decidido poder rodar la película en San Martín, Neuquén, pero finalmente se decidió por comenzar su trabajo en Buenos Aires. La trama era de dos enamorados, pero surgieron nuevos cambios cuando Fleider contrato al cantante Sandro y a la recién llegada a Argentina, la actriz Irán Eory. Fleider supuso que la película se vería varias escenas musicales , ya que había contratado al cantante argentino para protagonizarla. El rodaje inicio a inicios de 1970 y duro 3 semanas, en Tigre (Buenos Aires). 
- Datos: Q6025680